# Leroño
Leroño (llamada oficialmente Santa María de Leroño) es una parroquia y un lugar español del municipio de Rois, en la provincia de La Coruña, Galicia.

## Entidades de población
Entidades de población que forman parte de la parroquia:
- A Casa do Vento
- A Eirexa
- Choucela
- Cobas (Covas)
- Leroño
- Souto
- Vilar do Castro (Vilar de Castro)

## Despoblado
- Liñares

## Demografía

### Parroquia
| Gráfica de evolución demográfica de Leroño (parroquia) entre 2000 y 2019 |
|                                                                          |
| Datos según el nomenclátor publicado por el INE.                         |

### Lugar
| Gráfica de evolución demográfica de Leroño (lugar) entre 2000 y 2019 |
|                                                                      |
| Datos según el nomenclátor publicado por el INE.                     |

## Patrimonio

### Iglesia de Santa María de Leroño
La iglesia parroquial de Santa María de Leroño fue construida en la segunda mitad del siglo XII y ha sufrido importantes reformas posteriores. Tiene nave de planta rectangular y canecillos en torno al alero del tejado. Esta Iglesia es la que conserva más trazos de estilo románico de todas las iglesias del municipio.